# 歌暦
『歌暦』（うたごよみ）は、1987年2月21日に発表された、中島みゆきのライブ・アルバムである。

## 解説

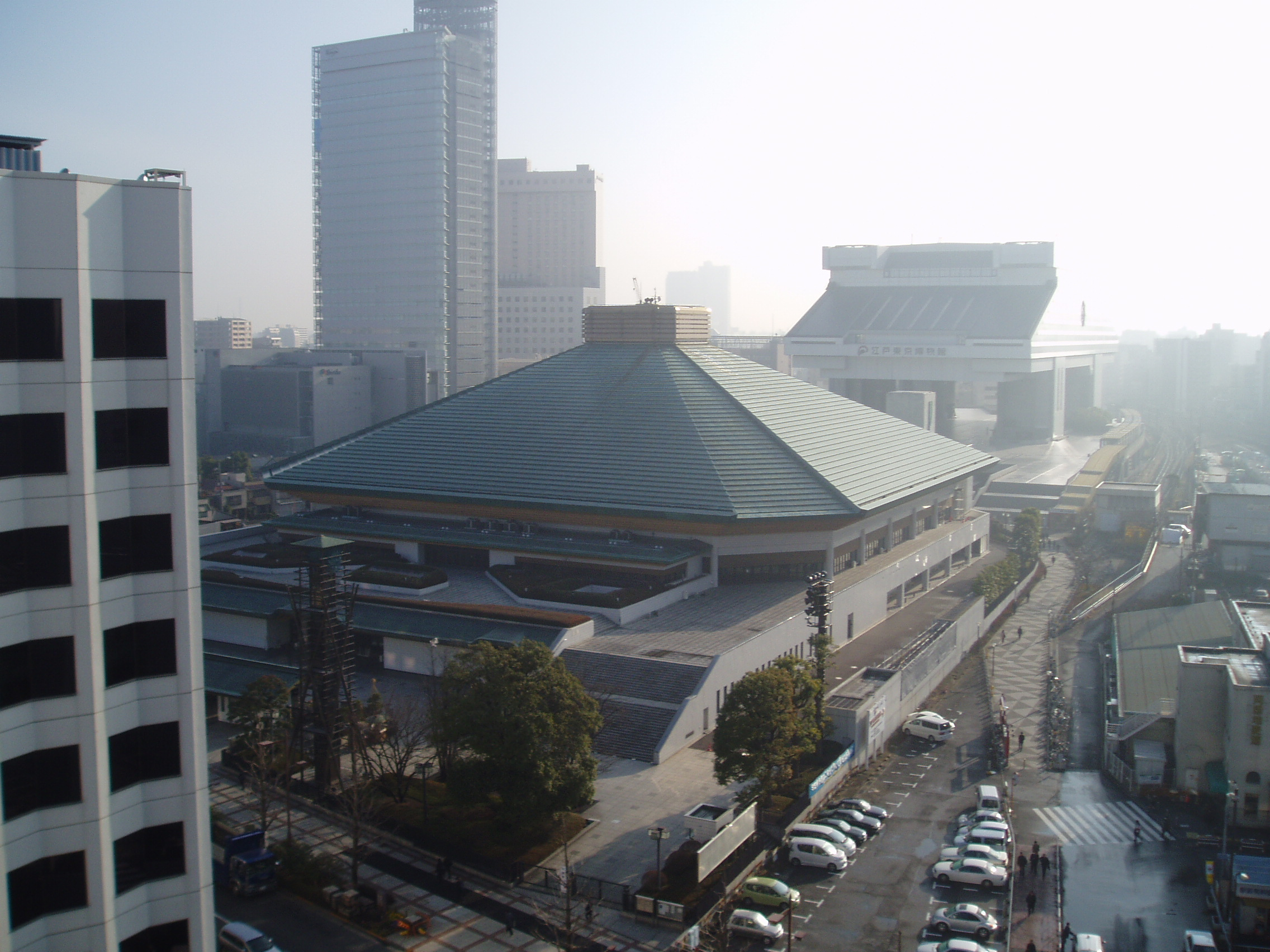
「歌暦Page86 -恋歌-」が開催された両国国技館

1986年12月18日から21日まで、両国国技館で行われたスペシャル・コンサート「歌暦Page86 -恋歌-」のライブ音源を収録している。
CDのみの発売で、ドルビーサラウンドのエンコードがなされている（アナログ）。旧盤のライナーノーツには技術解説が記述されていた。
2008年11月19日にヤマハミュージックコミュニケーションズより再発売された。

## 収録曲
| 全作詞・作曲: 中島みゆき、全編曲: 椎名和夫。 |                                  |            |            |      |
| #                                            | タイトル                         | 作詞       | 作曲・編曲 | 時間 |
| 1.                                           | 「片想'86」                      | 中島みゆき | 中島みゆき | 2:30 |
| 2.                                           | 「狼になりたい」                 | 中島みゆき | 中島みゆき | 5:15 |
| 3.                                           | 「悪女」                         | 中島みゆき | 中島みゆき | 4:52 |
| 4.                                           | 「HALF」                         | 中島みゆき | 中島みゆき | 8:36 |
| 5.                                           | 「鳥になって」                   | 中島みゆき | 中島みゆき | 3:52 |
| 6.                                           | 「クリスマスソングを唄うように」 | 中島みゆき | 中島みゆき | 3:01 |
| 7.                                           | 「阿呆鳥」                       | 中島みゆき | 中島みゆき | 5:02 |
| 8.                                           | 「最悪」                         | 中島みゆき | 中島みゆき | 4:37 |
| 9.                                           | 「F.O.」                         | 中島みゆき | 中島みゆき | 4:58 |
| 10.                                          | 「この世に二人だけ」             | 中島みゆき | 中島みゆき | 5:01 |
| 11.                                          | 「縁」                           | 中島みゆき | 中島みゆき | 3:35 |
| 12.                                          | 「見返り美人」                   | 中島みゆき | 中島みゆき | 5:32 |
| 13.                                          | 「やまねこ」                     | 中島みゆき | 中島みゆき | 5:23 |
| 14.                                          | 「波の上」                       | 中島みゆき | 中島みゆき | 5:20 |
| 合計時間:                                    | 合計時間:                        | 67:34      |            |      |

## 楽曲解説
1. 片想'86
  - アルバム『親愛なる者へ』収録曲のリメイク。
2. 狼になりたい
3. 悪女
4. HALF
5. 鳥になって
6. クリスマスソングを唄うように
  - このアルバムのみに収録されている曲。アマチュア時代に作られた曲。
7. 阿呆鳥
  - アルバム『愛していると云ってくれ』収録曲「あほう鳥」の表記を漢字にしたもの。
8. 最悪
9. F.O.
10. この世に二人だけ
11. 縁
ライブでは、最後にマイク無しで唄ったが、それもそのまま再現されている。
12. 見返り美人
  - 中盤のオーケストラル・ヒットで、ドルビーサラウンドの効果が活かされており、音が徐々に前後左右のスピーカーから迫ってきて、後ろ中央で「ジャン!」と破裂するように鳴る。
13. やまねこ
14. 波の上
  - 曲の終盤になって中島が感極まり、涙声になる様子が収録されている。

## 演奏者
- 中島みゆき - Vocals & Guitar
- 椎名和夫 - Guitar & Chorus
- 伊藤広規 - Bass
- 島村英二 - Drums
- 斉藤ノブ - Percussion
- 斉藤英夫 - Guitar & Chorus
- エルトン永田 - Acoustic-Midi-Piano & Synthesizer
- 重実徹 - Synthesizer & Organ
- 斉藤清 - Saxophone
- 杉本和世 - Chorus
- ジャッキー - Chorus
- デービー - Chorus